# Gomphosus varius
Gomphosus varius Lacépède, 1801 è un pesce d'acqua salata appartenente alla famiglia Labridae.

## Distribuzione
Proviene dall'oceano Indiano e dall'oceano Pacifico, dove è stato osservato alle Hawaii, a sud del Giappone, in Australia ed alle Filippine. Sono stati trovati degli ibridi con Thalassoma lunare e Thalassoma duperrey. Vive nelle barriere coralline.

## Descrizione
Il corpo è allungato, ovale, compresso lateralmente. Nei maschi adulti il muso è molto allungato, ed è blu come tutta la testa. Dietro l'opercolo, all'attaccatura delle pinne pettorali, è presente una macchia verde brillante. Il corpo è verde con sfumature blu. Le pinne sono azzurre, mentre la pinna caudale è a forma di mezzaluna e può avere delle sfumature rossicce. Le femmine, invece, sono grigie e bianche con il muso attraversato da una striscia arancione. Non supera i 30 cm.

## Conservazione
Questo pesce è spesso oggetto di pesca con il cianuro per l'acquariofilia, dove è molto apprezzato per la colorazione e l'aspetto originale.